# 麥可·鮑爾
麥可·鮑爾（英語：Michael Latham Powell，1905年9月30日—1990年2月19日）是一位英國導演，也是英國電影史上最有影響力的導演之一。麥可·鮑爾與匈牙利籍的導演艾默利·普萊斯柏格（Emeric Pressburger）合作過許多著名的電影。

## 評價
在很長的一段時間裡，麥可·鮑爾的作品並不受到重視。直到1970年代以後，麥可·鮑爾的作品開始逐漸受到社會大眾的注意。

## 作品
- 1937年：《The Edge of the World》
- 1941年：《49th Parallel》
- 1943年：《百戰將軍》
- 1943年：《One of Our Aircraft is Missing》
- 1947年：《黑水仙（英语：Black Narcissus）》
- 1948年：《紅菱艷（英语：The Red Shoes (1948 film)）》
- 1960年：《魔光幻影》

## 外部連結
- Michael Powell（页面存档备份，存于） at the Powell & Pressburger Pages（页面存档备份，存于）.
- 迈克尔·鲍威尔在互联网电影资料库（IMDb）上的資料（英文）